# Mühlviertel
Mühlviertel (en alemany, quart de Mühl) o Mühlkreis és una de les quatre regions històriques de l'Alta Àustria. Les altres regions que constitueixen aquest bundesland d'Àustria són Hausruckviertel, Innviertel i Traunviertel.
S'anomena així pels rius Große Mühl i Kleine Mühl que recorren la regió, i el Danubi estableix el límit sud d'aquesta regió.
Mühlviertel inclou els districtes de Freistadt, Perg, Rohrbach, Urfahr-Umgebung, i el nord de la ciutat Linz.